# 新・おかしな二人/バディ・バディ
『新・おかしな二人 バディ・バディ』（原題：Buddy Buddy）は、1981年制作のアメリカ合衆国のコメディ映画。
1973年のフランス映画『殺し屋とセールスマン』のハリウッド・リメイクで、『おかしな二人』とは無関係。ビリー・ワイルダー最後の監督作品で、ワイルダーとジャック・レモン、ウォルター・マッソーは『恋人よ帰れ!我が胸に』『フロント・ページ』に続き3度目のタッグ。日本では劇場未公開で、旧タイトルは『バディ・バディ』。

## あらすじ
殺し屋のトラブッコはマフィアによる土地詐欺の証人を消すため、調査会が開かれる市庁舎の向かいのホテルに泊まり、機会を伺う。
だが、隣室に泊まった会社員のヴィクターが妻の浮気を疑った挙げ句に自殺を図ろうとしたことから、トラブッコは彼に振り回される羽目に。

## キャスト
- ヴィクター・クルーニー：ジャック・レモン
- トラブッコ：ウォルター・マッソー
- ヒューゴ・ザッカーブロット博士：クラウス・キンスキー
- セリア・クルーニー：ポーラ・プレンティス
- ダナ・エルカー
- マイルズ・チャピン
- マイケル・エンサイン
- フランセス・ベイ
- ジョーン・ショウリー
- エド・ベグリー・ジュニア